# Jerome Feudjio
Jerome Feudjio (Fonakeukeu, 30 settembre 1955) è un vescovo cattolico camerunese, dal 2 marzo 2021 vescovo di Saint Thomas.

## Biografia
Jerome Feudjio è nato a Fonakeukeu, in Camerun, il 30 settembre 1955 da Justine Komegou e Tontsa Tonleu Etienne. Suo padre è morto quando aveva cinque anni e la madre si è trasferita presso uno zio con Jerome. Gli altri figli sono stati cresciuti da altri parenti.

### Formazione e ministero sacerdotale
Ha frequentato la scuola cattolica "Sant'Alberto" a Dschang e poi il St. John College di Mbanga, un istituto della provincia del Québec dei Fratelli cristiani, dove si è diplomato in contabilità nel 1972.
È quindi entrato come postulante nella congregazione dei sacerdoti del Sacro Cuore di Gesù. Ha iniziato gli studi ecclesiastici al seminario "Santi Apostoli" di Otélé dal 1972 al 1975 e al seminario maggiore di Nkolbisson a Yaoundé dal 1975 al 1979. Dopo la morte di un fratello, ha interrotto gli studi per desiderio di alcuni parenti che avrebbero preferito che si sposasse e si prendesse cura della famiglia.
Si è quindi trasferito in Illinois per studiare contabilità e inglese. A Washington ha conosciuto l'allora padre Sean Patrick O'Malley che lo ha guidato nel riprendere gli studi per il sacerdozio come membro dei missionari oblati di Maria Immacolata presso l'Oblate College, parte del Washington Theological Consortium. Avrebbe dovuto dedicarsi alla cura pastorale dei cattolici francofoni, in particolare di origini haitiane, residenti nell'area della capitale federale. Ha studiato anche amministrazione della giustizia presso l'Università dell'Illinois Meridionale. Nel 1987 ha emesso la prima professione e un anno dopo si è trasferito nelle Isole Vergini Americane. Lì ha prestato servizio nel ministero del campus della Saints Peter and Paul Catholic School di Charlotte Amalie.
Il 29 settembre 1990 è stato ordinato presbitero per la diocesi di Saint Thomas da monsignor Sean Patrick O'Malley. In seguito è stato vicario parrocchiale della parrocchia della cattedrale dei Santi Pietro e Paolo a Charlotte Amalie e della cappella di Sant'Anna dal 1990 al 1997; responsabile delle finanze diocesane dal 1996 al 2004; insegnante di francese e religione presso la Saints Peter and Paul Catholic School dal 1992 al 1997; preside assistente della stessa scuola dal 1995 al 1997; amministratore della cattedrale dal 1997 al 2000; rettore della cattedrale dal 2000 al 2001; direttore delle vocazioni dal 1996 al 2020; vicario episcopale per il clero e i religiosi dal 2001; cancelliere vescovile dal 2002 al 2004; parroco della parrocchia della Sacra Famiglia dal 2004 al 2008 e di nuovo rettore della cattedrale, vicario generale e moderatore della curia dal 2008.
È stato anche membro del collegio dei consultori, membro del consiglio di amministrazione di Catholic Charities, membro del consiglio diocesano per le finanze e coordinatore del ministero nel carcere e del ministero nella TV.
Nel 2002 papa Giovanni Paolo II lo ha insignito del titolo onorifico di cappellano di Sua Santità.

### Ministero episcopale
Il 2 marzo 2021 papa Francesco lo ha nominato vescovo di Saint Thomas. Ha ricevuto l'ordinazione episcopale il 17 aprile successivo nella cattedrale dei Santi Pietro e Paolo a Charlotte Amalie dal cardinale Wilton Daniel Gregory, arcivescovo metropolita di Washington, co-consacranti i cardinali Donald William Wuerl, arcivescovo emerito di Washington, e Sean Patrick O'Malley, arcivescovo metropolita di Boston. Durante la stessa celebrazione ha preso possesso della diocesi. È il primo vescovo di origini africane a guidare una diocesi statunitense.
In seno alla Conferenza dei vescovi cattolici degli Stati Uniti è membro del sottocomitato per la pastorale dei migranti, dei rifugiati e dei viaggiatori  e del sottocomitato per gli affari degli afroamericani.

## Genealogia episcopale
La genealogia episcopale è:
- Cardinale Scipione Rebiba
- Cardinale Giulio Antonio Santori
- Cardinale Girolamo Bernerio, O.P.
- Arcivescovo Galeazzo Sanvitale
- Cardinale Ludovico Ludovisi
- Cardinale Luigi Caetani
- Cardinale Ulderico Carpegna
- Cardinale Paluzzo Paluzzi Altieri degli Albertoni
- Papa Benedetto XIII
- Papa Benedetto XIV
- Papa Clemente XIII
- Cardinale Marcantonio Colonna
- Cardinale Giacinto Sigismondo Gerdil, B.
- Cardinale Giulio Maria della Somaglia
- Cardinale Carlo Odescalchi, S.I.
- Cardinale Costantino Patrizi Naro
- Cardinale Lucido Maria Parocchi
- Papa Pio X
- Cardinale Gaetano De Lai
- Cardinale Raffaele Carlo Rossi, O.C.D.
- Cardinale Amleto Giovanni Cicognani
- Arcivescovo Paul John Hallinan
- Cardinale Joseph Louis Bernardin
- Cardinale Wilton Daniel Gregory
- Vescovo Jerome Freudjio